# Albino Longhi
Albino Longhi (ur. 6 września 1929 w Mantui, zm. 1 stycznia 2018 w Rzymie) – włoski dziennikarz.

## Życiorys
W 1954 rozpoczął pracę jako dziennikarz w gazecie Gazzetta di Mantova. W 1969 zatrudnił się w Radiotelevisione Italiana i wkrótce stał się dyrektorem jej oddziałów na Sycylii i we Friuli-Wenecji Julijskiej. W latach 1982–1987 piastował stanowisko dyrektora telewizji TG1, a następnie kierownika programów politycznych. W 1993 na kilka miesięcy ponownie objął obowiązki dyrektora, a wkrótce potem został redaktorem naczelnym L'Arena w Weronie. W 1996 powrócił do Rzymu i odpowiadał za sprawy wizerunkowe premiera Romano Prodi. W latach 2000–2002 po raz trzeci pełnił funkcję dyrektora TG1.
W 2012 odznaczony nagrodą Articolo 21, liberi di...
Zmarł 1 stycznia 2018 w Rzymie.